# Syn Neptuna
Syn Neptuna (ang. The son of Neptune) – druga książka z serii Olimpijscy herosi, napisana przez amerykańskiego pisarza Ricka Riordana. Opowiada o losach kolejnych trzech herosów z przepowiedni o siedmiorgu.

## Bohaterzy
Pierwszoplanowi
- Percy Jackson
- Hazel Levesque
- Frank Zhang
- Nico di Angelo

Drugoplanowi
- Alkyoeneus
- Polybotes
- Reyna Ramirez-Arellano
- Hylla
- Ella
- Oktawian

Epizodyczni
- Tyson
- Tanatos
- Hera/Junona
- Mars/Ares
- Dakota